# مک‌کلر (دهانه)
مک‌کلر یک دهانه برخوردی در ماه‌ است.

## دهانه‌های اقماری
این دهانه ۴ دهانه اقماری دارد.
| McKellar | عرض جغرافیایی | طول جغرافیایی | قطر          |
| -------- | ------------- | ------------- | ------------ |
| S        | ۱۶.۰° S       | ۱۷۳.۳° W      | ۲۳.۰ کیلومتر |
| B        | ۱۳.۱° S       | ۱۶۹.۱° W      | ۱۶.۰ کیلومتر |
| U        | ۱۳.۹° S       | ۱۷۴.۵° W      | ۳۷.۰ کیلومتر |
| T        | ۱۵.۱° S       | ۱۷۳.۰° W      | ۴۵.۰ کیلومتر |